# John F. Peto

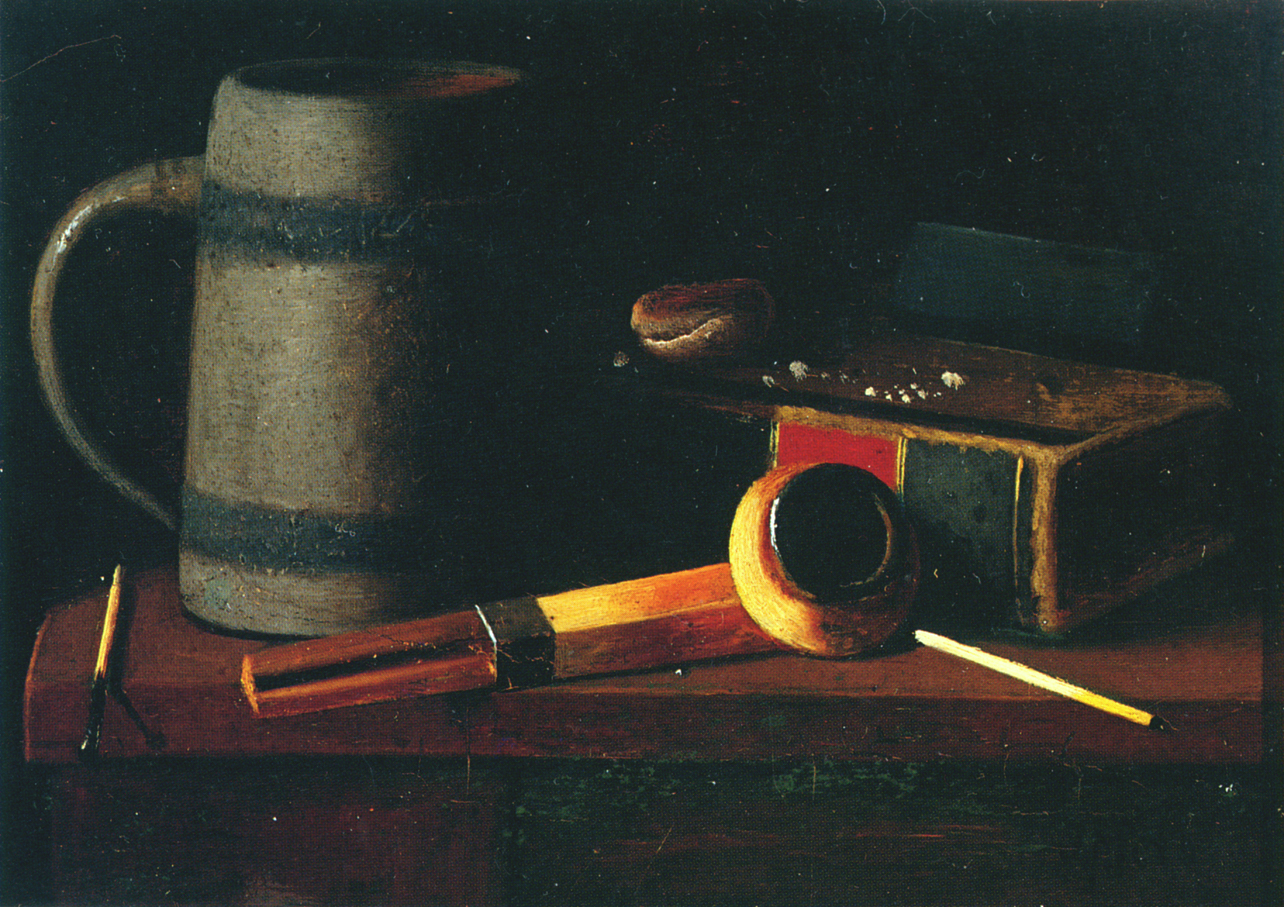
Naturaleza muerta con jarra, pipa y libro (1889) de Peto.

John Frederick Peto (Filadelfia, 21 de mayo de 1854 - 23 de noviembre de 1907) fue un pintor estadounidense, especialista en trampantojos. Durante mucho tiempo su nombre estuvo olvidado hasta que su obra fue reivindicada por estudiosos como Alfred Frankenstein. Hoy se le considera, junto a William Harnett, el mayor pintor de la Escuela de Filadelfia de finales del siglo XIX.

## Biografía
Peto nació en Filadelfia hijo del comerciante de marcos y dorados Thomas Hope y Catherine Peto (de soltera, Ham) y tenía tres hermanos. Estudió en la Pennsylvania Academy of the Fine Arts al mismo tiempo que Harnett. Hasta la mitad de la treintena enviaba regularmente sus pinturas a las exposiciones anuales de la Philadelphia Academy. En 1887 se casó con Christine Pearl Smith, a la que había conocido durante un viaje a Ohio, y en 1889 se trasladaron a Island Heights, un pueblo de Nueva Jersey, donde permaneció y trabajó el resto de su vida, lejos de la fama y los circuitos profesionales del arte. En 1893 nació su hija única, Helen. Su mujer y él se ganaban la vida ofreciendo alojamiento a los turistas, Peto tocaba la corneta en las fiestas locales y, como complemento, vendía algún cuadro a los turistas. En vida de Peto jamás se organizó una exposición con su obra. Harnett, por su parte, adquirió cierto éxito y ejerció una influencia considerable sobre otros pintores en el género del trampantojo, pero tampoco mereció el respeto o la atención de los críticos.
A lo largo de su vida sufrió infecciones renales dolorosas y crónicas. Falleció en Nueva York a los cincuenta y tres años, por complicaciones tras una operación de riñón.

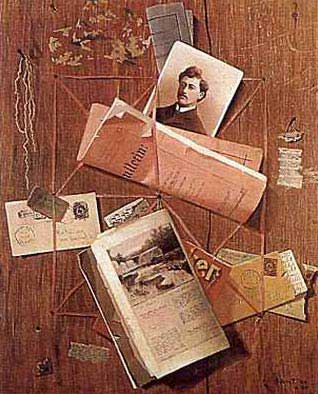
Rejilla de cartas de Peto, 1907.

Las pinturas de Peto, por lo general, son técnicamente inferiores a las de Harnett. Tienden a ser más abstractas, con un uso inusual de los colores, y a menudo poseen una fuerte carga emocional. Las obras de madurez de Peto poseen una textura y un tono que a menudo se ha comparado con el arte de Chardin.

## Temas
Peto suele representar objetos comunes: pistolas, herraduras, trozos de papel, llaves, libros, etc. A menudo pintó letter racks, rejillas hechas con cintas clavadas con chinchetas en las que se guardaban notas, cartas, papeles y fotografías. Muchas de las obras de Peto reinterpretan temas pictóricos que Harnett ya había pintado antes, aunque Peto lo hace con mayor libertad y siente mayor atracción por lo rústico y gastado.

## Estudios académicos sobre Peto
El pionero en estudiar y valorar tanto a Harnett como a Peto fue Alfred Frankenstein. Su libro After the Hunt, William Harnett and Other American Still Life Painters 1870-1900 fue decisivo para dar a conocer la obra de ambos pintores.